# Brand-Erbisdorf
Brand-Erbisdorf (phát âm tiếng Đức: [ˌbʁant ˈɛɐ̯bɪsdɔɐ̯f]) là một thị xã thuộc huyện Mittelsachsen, trong bang tự do Sachsen, nước Đức. Đô thị Brand-Erbisdorf có diện tích 46,24 km², dân số thời điểm ngày 31 tháng 12 năm 2005 là 11.087 người. Thị trấn có cự ly 5 km về phía nam của Freiberg.